# 木下公福
木下 㒶福（きのした きんとみ）は、江戸時代中期の備中国足守藩の世嗣。

## 略歴
日出藩主・木下俊長の三男として誕生。母は朽木稙綱の娘。子は木下㒶定養女（木下利潔正室）、片桐貞音正室。
5代藩主・木下㒶定（正室は俊長の娘）の養子となっていた利安に代わり、足守藩嫡子となる。しかし、家督を継ぐことなく享保12年（1727年）に47歳で死去した。代わって、4代藩主・木下利貞の孫にあたる利潔が㒶福の娘を娶り、嫡子となった。